# Izrael na Letních olympijských hrách 1992
Izrael se účastnil Letní olympiády 1992 ve španělské Barceloně. Zastupovalo ho 30 sportovců (25 mužů a 5 žen) v 10 sportech.

## Medailisté
| Medaile | Jméno         | Sport | Soutěž                    |
| ------- | ------------- | ----- | ------------------------- |
| Stříbro | Ja'el Aradová | Judo  | Ženy polostřední do 61 kg |
| Bronz   | Oren Smadža   | Judo  | Muži lehká do 71 kg       |